# Vérigny
Vérigny est une ancienne commune française située dans le département d'Eure-et-Loir en région Centre-Val de Loire, intégrée le 1er janvier 2016 dans la commune nouvelle de Mittainvilliers-Vérigny par fusion simple.

## Géographie

### Situation

Situation géographique
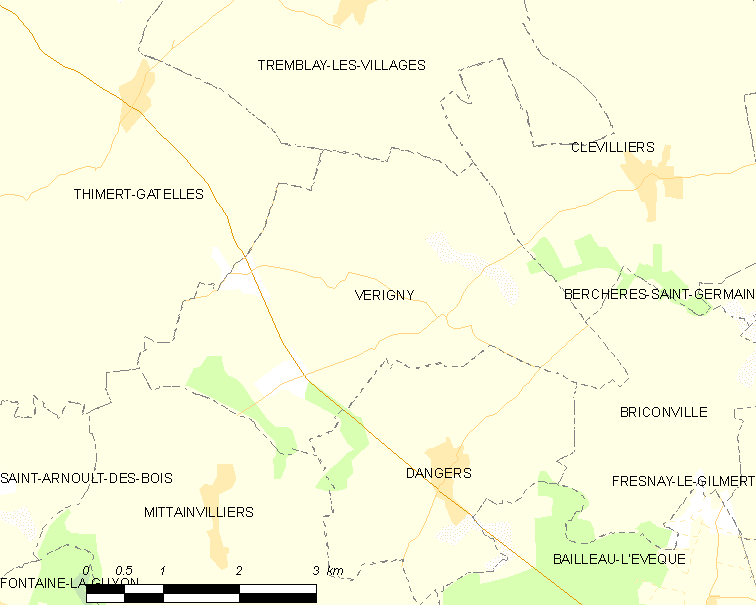
Carte de la commune de Vérigny (2012).

### Communes limitrophes
|                  | Tremblay-en-France | Clévilliers |
| Thimert-Gâtelles | Vérigny            | Briconville |
|                  | Mittainvilliers    | Dangers     |

## Toponymie
Bas latin Veriniacus. Gentilice Verinius, formé sur le surnom Verus = le franc, le sincère, et suffixe acus.
Verrigné, vers 1150 (Bibliothèque municipale de Chartres, Manuscrit 25, Nécrologe du chapitre de Notre-Dame de Chartres) ; Verrigniacum, 1271 (Archives départementales d'Eure-et-Loir-H, Abbaye de Saint-Vincent-aux-Bois) ; Verigniacum, 1300 (Bibliothèque municipale de Chartres, Manuscrit 24, Polyptyque du chapitre Notre-Dame de Chartres) ; Vérigné, septembre 1495 (Archives nationales-JJ 228, n° 4, fol. 2) ; Vérigny, 1740 (Bibliothèque municipale d’Orléans, Manuscrit 995, fol. 256).

## Politique et administration

### Liste des maires
| Période                                  | Période          | Identité       | Étiquette | Qualité         |
| ---------------------------------------- | ---------------- | -------------- | --------- | --------------- |
| Les données manquantes sont à compléter. |                  |                |           |                 |
| mars 2001                                | mars 2014        | Patrick Lavau  |           |                 |
| mars 2014                                | 31 décembre 2015 | Mickaël Tachat | SE        | Cadre supérieur |

## Population et société

### Démographie
L'évolution du nombre d'habitants est connue à travers les recensements de la population effectués dans la commune depuis 1793. À partir du 1er janvier 2009, les populations légales des communes sont publiées annuellement dans le cadre d'un recensement qui repose désormais sur une collecte d'information annuelle, concernant successivement tous les territoires communaux au cours d'une période de cinq ans. 
Pour les communes de moins de 10 000 habitants, une enquête de recensement portant sur toute la population est réalisée tous les cinq ans, les populations légales des années intermédiaires étant quant à elles estimées par interpolation ou extrapolation. Pour la commune, le premier recensement exhaustif entrant dans le cadre du nouveau dispositif a été réalisé en 2005,.
En 2013, la commune comptait 302 habitants, en évolution de +5,23 % par rapport à 2008 (Eure-et-Loir : +1,94 %, France hors Mayotte : +2,49 %).
| 1793 | 1800 | 1806 | 1821 | 1831 | 1836 | 1841 | 1846 | 1851 |
| ---- | ---- | ---- | ---- | ---- | ---- | ---- | ---- | ---- |
| 409  | 332  | 353  | 279  | 288  | 300  | 298  | 302  | 304  |

| 1856 | 1861 | 1866 | 1872 | 1876 | 1881 | 1886 | 1891 | 1896 |
| ---- | ---- | ---- | ---- | ---- | ---- | ---- | ---- | ---- |
| 329  | 314  | 330  | 312  | 319  | 320  | 305  | 298  | 290  |

| 1901 | 1906 | 1911 | 1921 | 1926 | 1931 | 1936 | 1946 | 1954 |
| ---- | ---- | ---- | ---- | ---- | ---- | ---- | ---- | ---- |
| 279  | 288  | 254  | 232  | 247  | 225  | 241  | 259  | 198  |

| 1962 | 1968 | 1975 | 1982 | 1990 | 1999 | 2005 | 2010 | 2013 |
| ---- | ---- | ---- | ---- | ---- | ---- | ---- | ---- | ---- |
| 187  | 183  | 174  | 198  | 200  | 215  | 249  | 299  | 302  |

## Culture locale et patrimoine

### Lieux et monuments

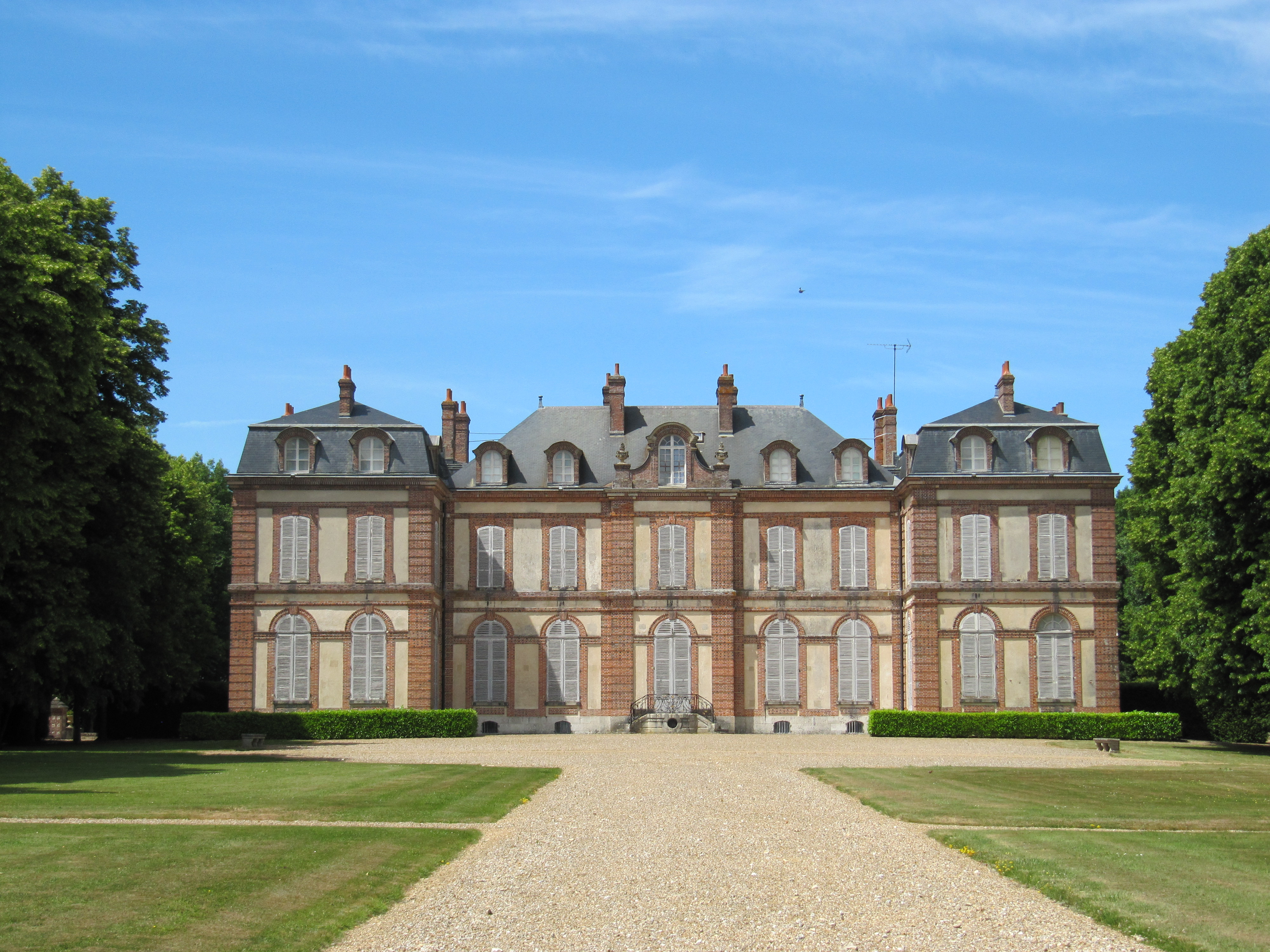
Le château de Vérigny.

#### Château
Inscrit MH (1975).

#### Église Saint-Rémi
L'église Saint-Rémi de Vérigny,  Inscrit MH (2023), possède une cloche de 1643, ainsi qu'un mécanisme d'horloge de 1786, protégés et classés au titre d'objets monuments historiques.

Lieux et monuments de Vérigny
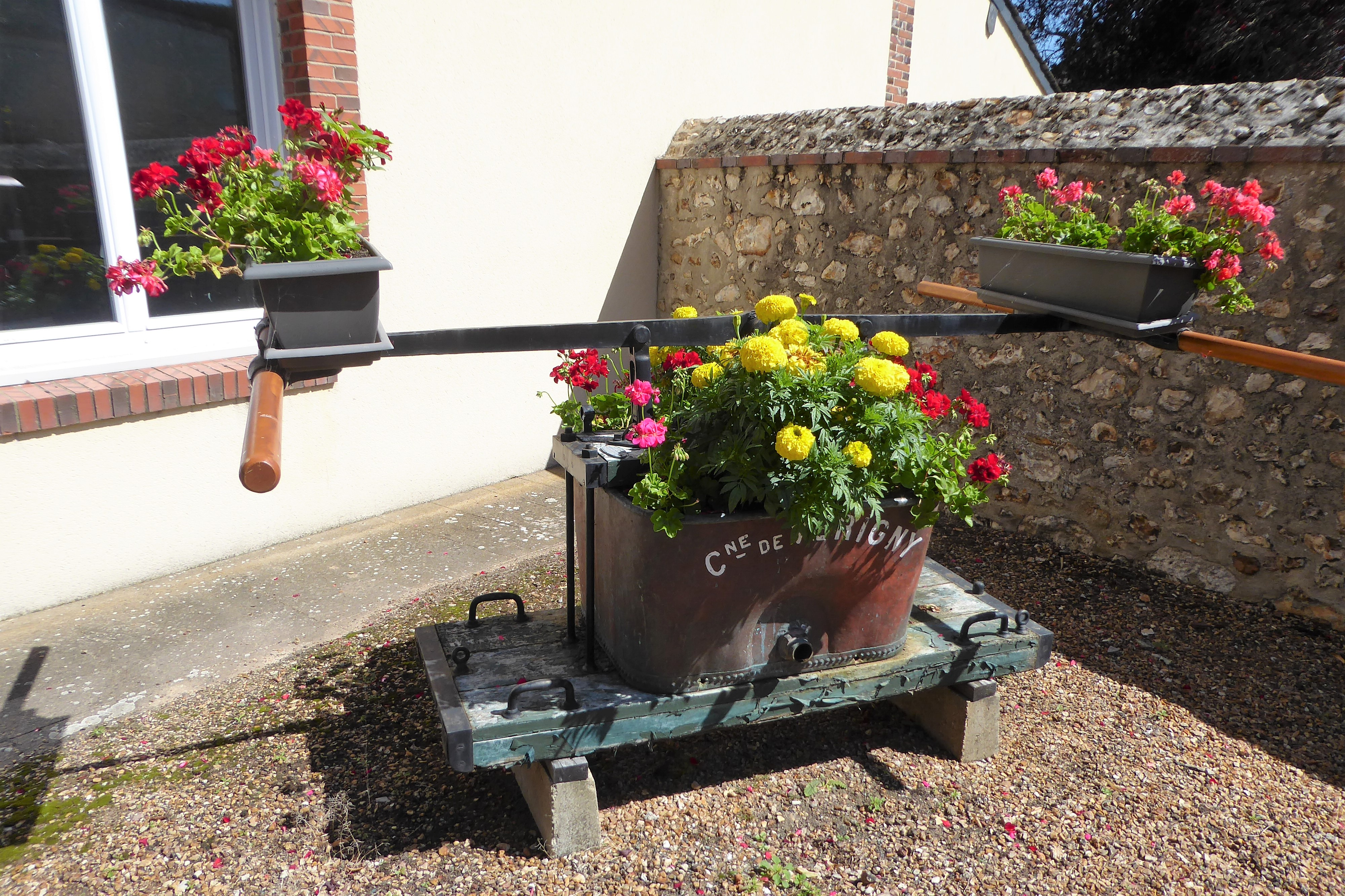
Ancienne pompe d'incendie à bras.
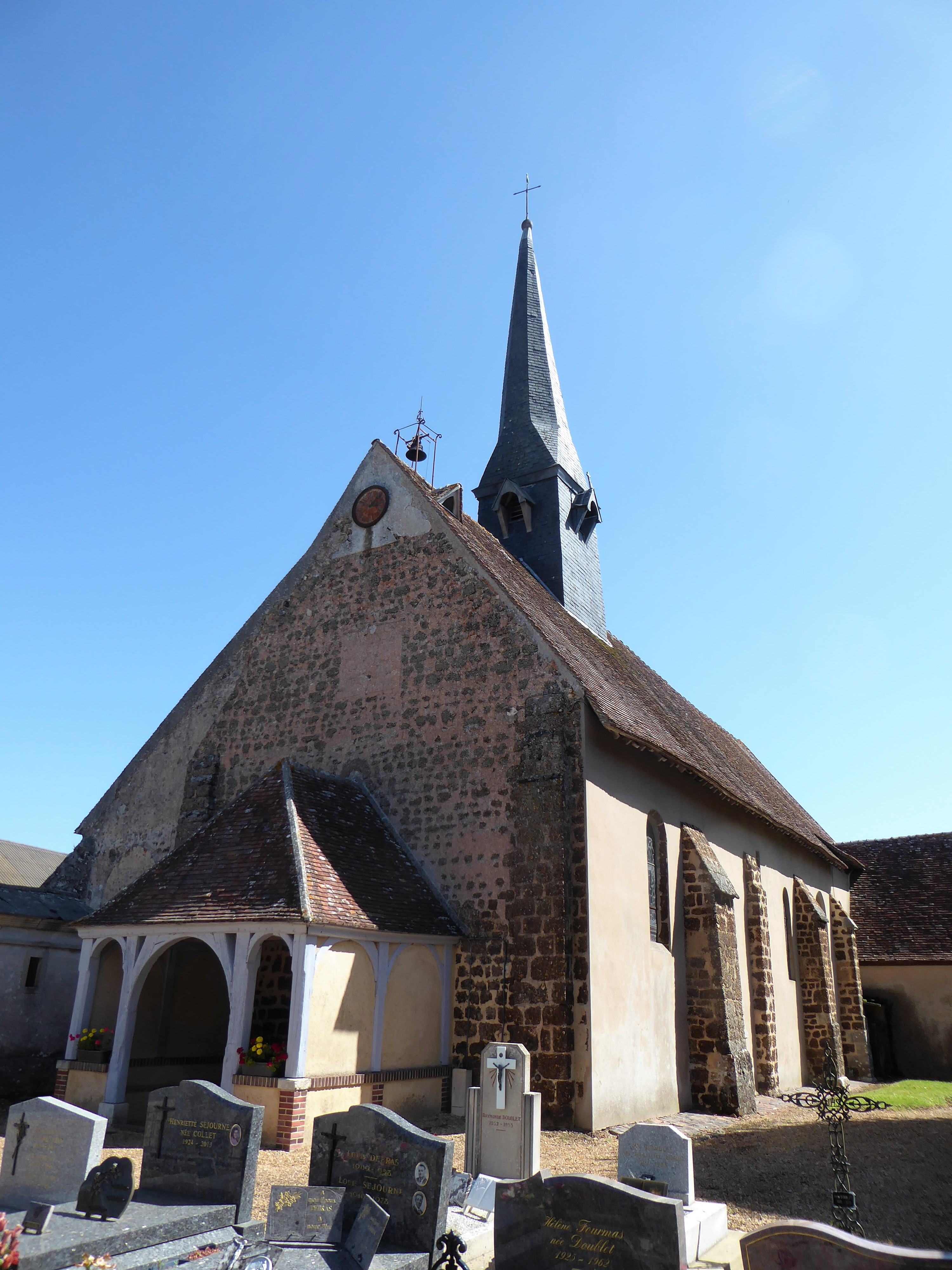
L'église Saint-Rémi.
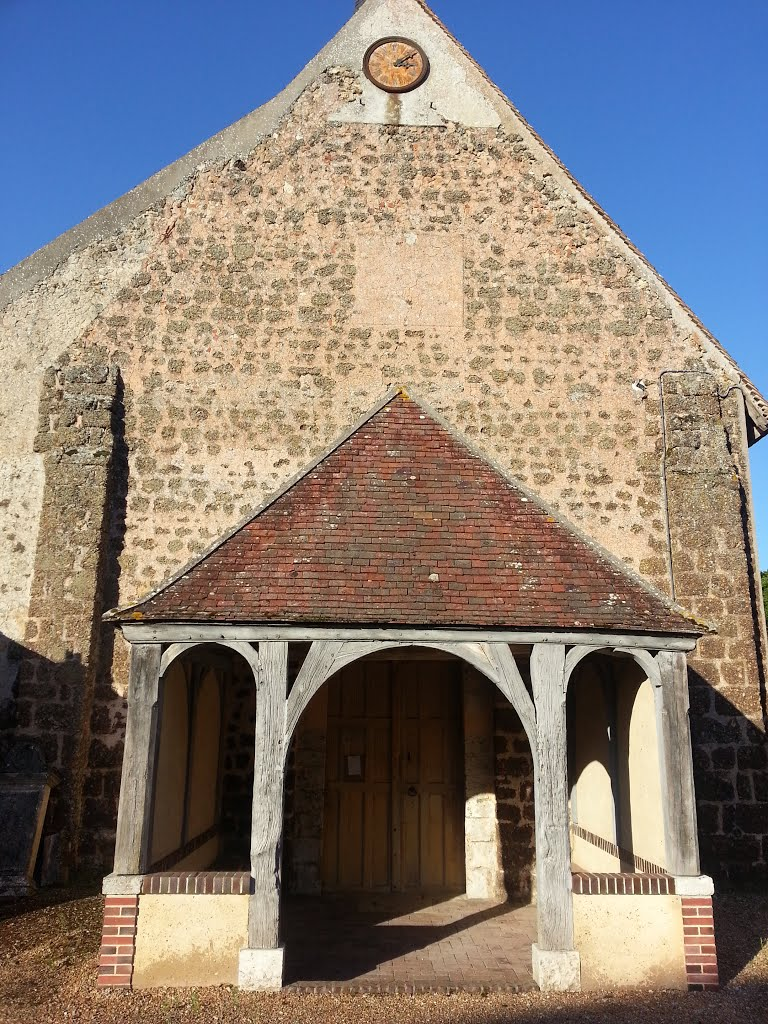
Porche de l'église.
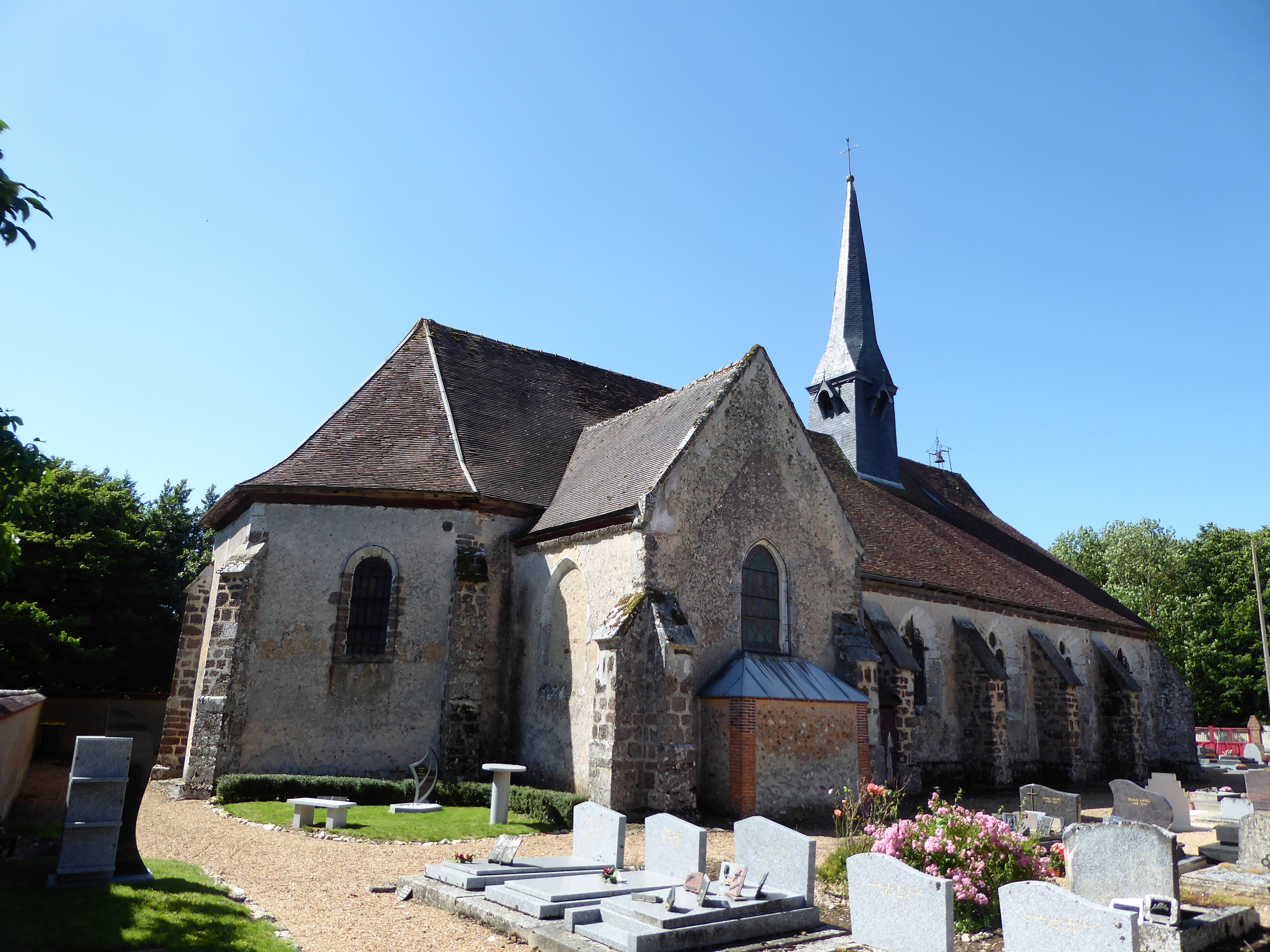
Chevet et mur nord de l'église.
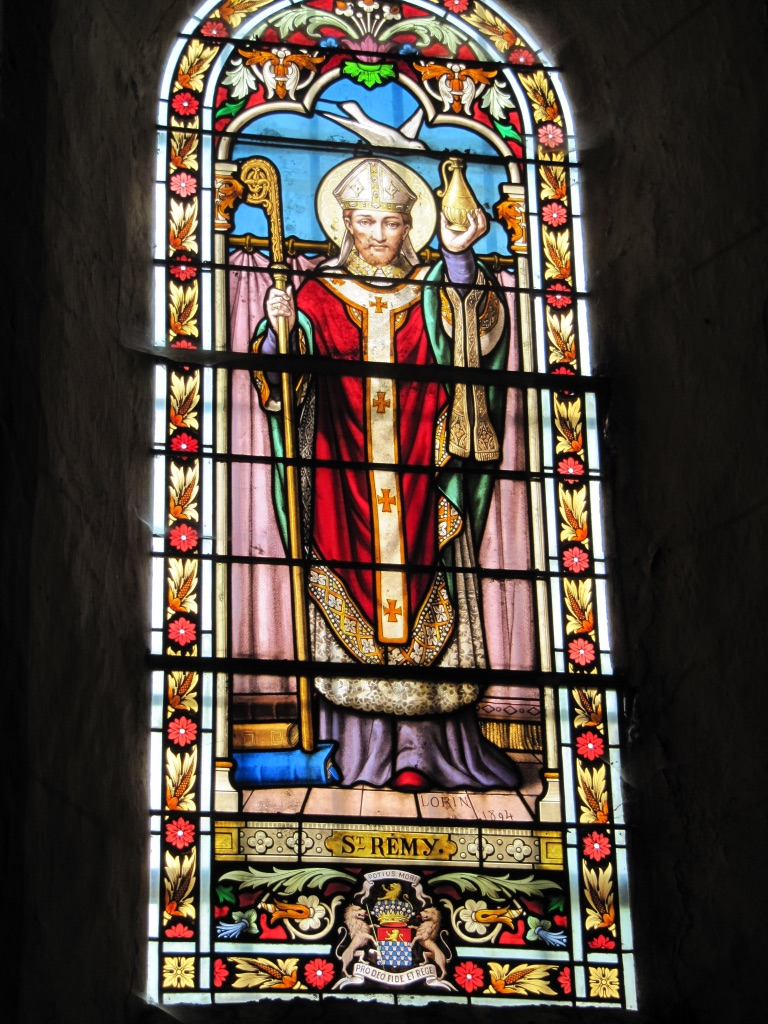
Vitrail de saint Rémi signé Lorin, 1894.
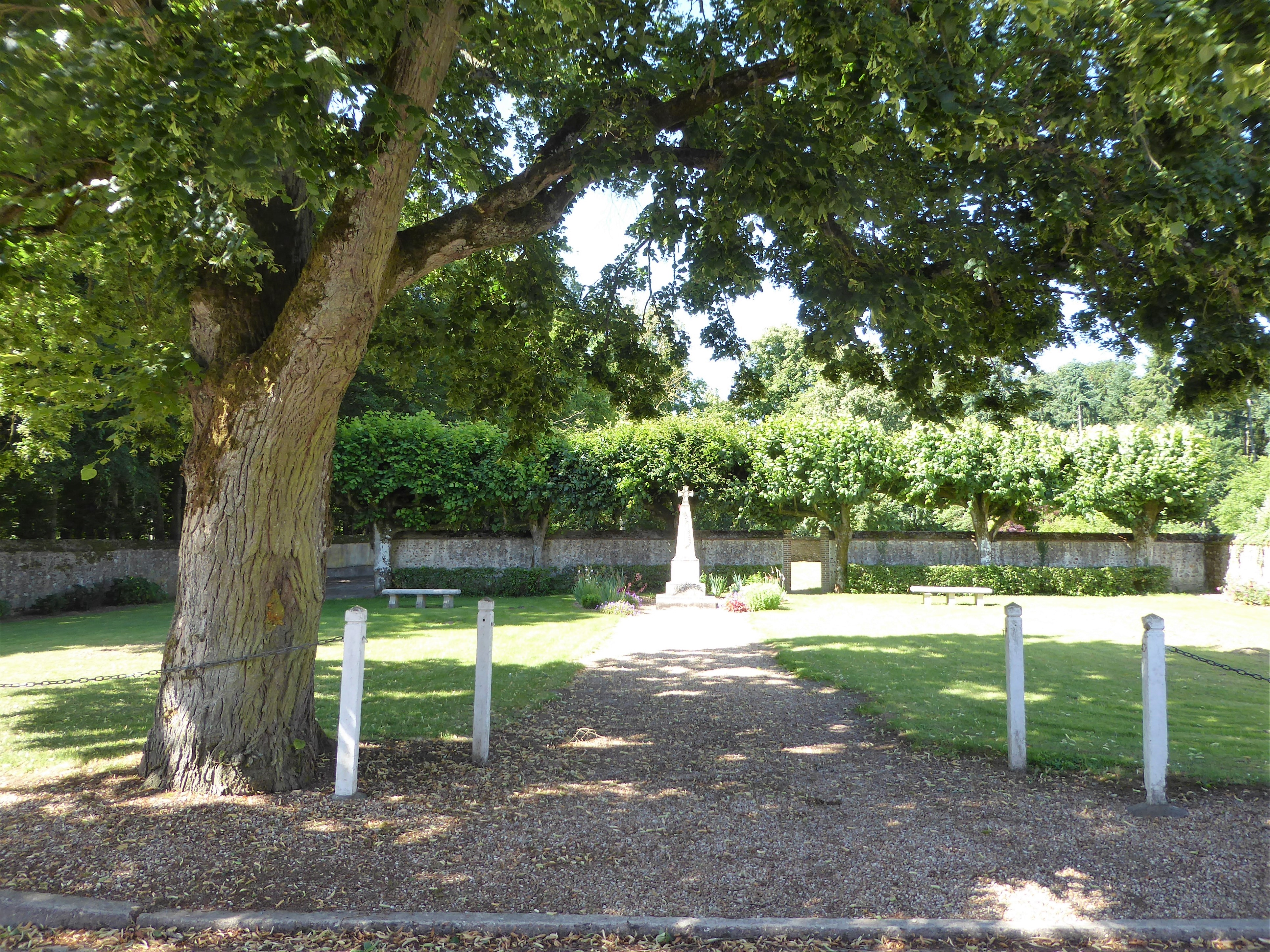
Monument aux morts de Vérigny.
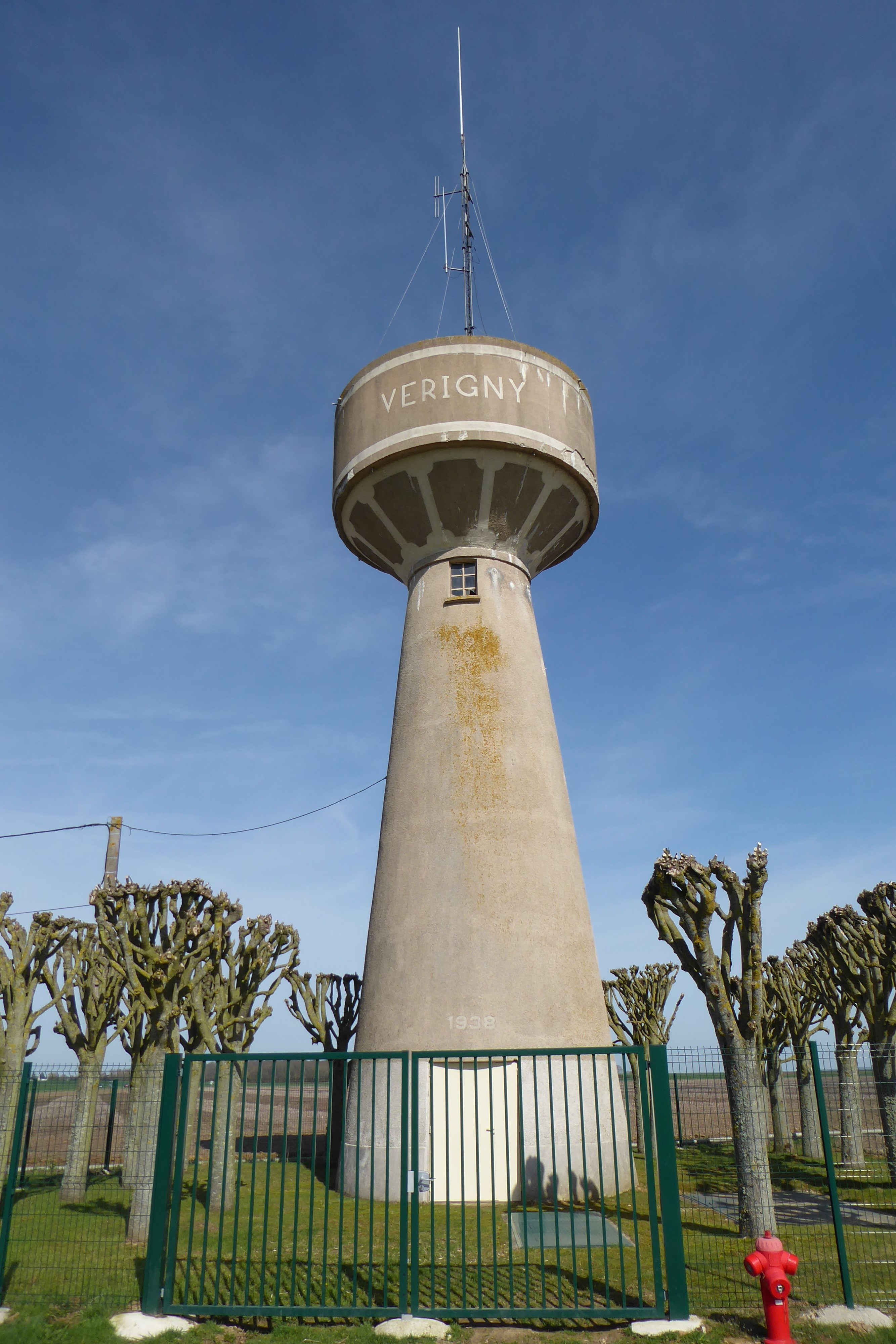
Le château d'eau sur la RD 939.